# Åke Stenborg
Karl Åke Stenborg, född 27 februari 1926 i Torshälla, död 4 april 2010 i Eskilstuna, var en svensk ingenjör och schackspelare. 
Stenborg växte upp i Eskilstuna och blev snabbt SK Citys och stadens främste schackspelare. Med fem Mälardalsmästerskap i rad kunde han erövra Västmanlands regementes kalk för gott 1956. Han nöjde sig inte med det och i Borås samma år vann han kongressens landslagsklass och blev därmed Sverigemästare. Hösten 1956 representerade han Sverige vid schackolympiaden i Moskva vilket han också hade gjort sex år tidigare i Dubrovnik. 
Arbetet för ASEA och Bahco förde honom till Västerås och senare till Argentina som fabrikschef i Santa Fe. När tiden tillät fortsatte han att spela schack på hög nivå. Att Stenborgs schackliga karriär inte utvecklade sig ännu starkare får tillskrivas bristen på utmanande motstånd i hans geografiska närhet och prioriteringen av familj och arbete. Gideon Ståhlberg beskriver hans spelstil i boken Svenska Schackmästare: ”Med sin goda teknik, sin blick för kombinationsmöjligheter och sin stora säkerhet kan Åke Stenborg bli en god förstärkning av vårt mossbelupna landslag.” 
Stenborg var son till Carl Gustaf (Gösta) Stenborg (född 1898) och Anna Katarina Sandberg (född 1905). Han var gift med Ingrid Maria Karlsson (född 1927 i Åtvidaberg), de fick barnen Lars Gustav Åke (född 1952), Rolf Gustav Åke (född 1956) och Ann-Marie Stenborg (född 1959), gift Thunell.
Åke Stenborg är gravsatt i minneslunden på S:t Eskils kyrkogård.